# Elmo Veron

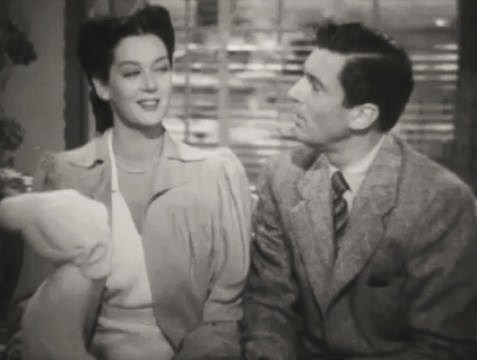
Rosalind Russell und Walter Pidgeon im "Rache ist süß"-Trailer (1941)

Elmo Joseph Veron (* 17. September 1903 in New Orleans, Louisiana; † 7. November 1990 in Los Angeles, Kalifornien) war ein US-amerikanischer Filmeditor, der 1938 für einen Oscar für den besten Schnitt nominiert war.

## Leben
Veron begann seine Laufbahn als Editor in der Filmwirtschaft Hollywoods 1937 bei dem nach dem Roman Captains Courageous von Rudyard Kipling gedrehten Abenteuerfilm Manuel (1937) von Victor Fleming mit Freddie Bartholomew, Spencer Tracy und Lionel Barrymore in den Hauptrollen und wurde gleich für diesen Film bei der Oscarverleihung 1938 für den Oscar für den besten Schnitt nominiert.
Im Laufe seiner bis 1972 dauernden Karriere wirkte er am Schnitt von 47 Filmen und Fernsehserien mit, zuletzt 1972 bei Young Dr. Kildare, einer Fernsehserie mit den Hauptdarstellern Mark Jenkins und Gary Merrill.

## Filmografie (Auswahl)
- 1937: Manuel
- 1937: Saratoga
- 1938: Drei Männer im Paradies (Paradise For Three)
- 1938: Teufelskerle (Boys Town)
- 1938: Dr. Kildare: Sein erster Fall (Young Dr. Kildare)
- 1939: Lady of the Tropics
- 1940: Tödlicher Sturm (Tödlicher Sturm)
- 1940: Der junge Edison (Young Tom Edison)
- 1940: Dritter Finger, linke Hand (Third Finger, Left Hand)
- 1941: Rache ist süß (Design for Scandal )
- 1942: Reunion in France
- 1942: Calling Dr. Gillespie
- 1942: The War Against Mrs. Hadley
- 1959: Der Texaner (Fernsehserie)
- 1966: Solo für O.N.C.E.L. (The Man from U.N.C.L.E., Fernsehserie)